# Вестер (торговая сеть)
Торго́вая сеть «Ве́стер» — российская розничная торговая сеть, существовавшая в 1990—2017 годах. Штаб-квартира — в Калининграде.
Торговая сеть управляла 31 торговым объектом разных форматов (от гипермаркетов до магазина у дома) в девяти городах и районах Калининградской области, а также в Белгороде, Воронеже, Губкине, Оренбурге, Таганроге, Ульяновске, Ярославле и Минске (Беларусь).

## Собственники и руководство
Компания «Вестер» образована в 1990 году в Калининграде предпринимателями Олегом Болычевым и Александром Рольбиновым.
Генеральный директор розничной торговой сети «Вестер» с февраля 2013 года — Артур Влодарчик.

## Показатели деятельности
По итогам 2013 года товарооборот сети «Вестер» вырос. Численность персонала сети составляла 2,6 тыс. человек. В сентябре 2013 года сеть заявила о внедрении Кодекса добросовестных практик АКОРТ.

## Закрытие (банкротство)
В мае 2017 года в Арбитражный суд Калининградской области от компании «Вестер» поступило первое заявление о банкротстве.
В начале июня 2017 года были закрыты торговые центры и супермаркеты сети в Калининградской области, работавшие под брендами «Вестер», «Вестер-премиум», «Сосед», «Бомба!». Магазины сети были закрыты из-за иска «Сбербанка» к компании «ВестРусДевелопмент», дочерней компанией которой являлся «Вестер». В октябре 2017 года Арбитражный суд Калининградской области удовлетворил иск «Сбербанка России», обратив взыскание на офисно-складской комплекс «Вестера» с начальной ценой продажи в 21,2 млн руб..
В дальнейшем большую часть магазинов в Калининградской области, в которых работал «Вестер», арендовали торговые сети «Виктория» и «Spar». В феврале 2020 года Олег Болычев заговорил о возвращении торговой сети. Магазины должны были появится  в ТЦ "Эпицентр" ("Дом Техники") на улице "Профессора Баранова" На месте Супермаркета «Interspar" , на «Советском проспекте» в ТЦ «Гранд», на месте также «Interspar» , в Советске в ТЦ на улице «Искры» на месте супермаркета «Семья» и улице Победы на месте также «Семьи».Однако эти планы не были осуществлены, там открылись «Пятерочки».